# Хельд, Вальтер
Вальтер Хельд (нем. Walter Held), настоящее имя — Хайнц Эпе (нем. Heinz Epe, 26 декабря 1910 года, Ремшайд, Германская империя — 28 октября 1942 года, СССР) — немецкий и норвежский троцкист.

## Биография
Родился в семье мелкого предпринимателя, в 1928-29 годах изучал право и социологию в Кёльне, Берлине и Вене. Вступил в Коммунистическую партию Германии, откуда в 1932 году был исключён как троцкист и стал членом Левой оппозиции КПГ, затем вошёл в руководство этой организации. Работал в Берлине помощником адвоката-коммуниста Феликса Халле.
После прихода к власти нацистов в Германии в 1933 году эмигрировал в Прагу. Там под псевдонимом Вальтер Хельд (Хельд — это девичья фамилия матери Хайнца Эпе) он стал соредактором троцкистской газеты Unser Wort. Осенью 1933 года издание перенесли в Париж, и Вальтер Хельд перебрался сначала туда, а затем в Амстердам. В июне 1934 года он переселился в Осло, где он сотрудничал с жившим там в эмиграции Вилли Брандтом, активистом Социалистической рабочей партии Германии. Вместе с ним он был избран в секретариат Международного бюро революционных молодёжных организаций. В 1935 году Вальтер Хельд помог Льву Троцкому получить политическое убежище в Норвегии. В Норвегии Хельд женился на норвежке Синновии Розендаль (Synnøve Rosendahl), в 1939 году у них родился сын Ивар Роланд (Ivar Roland).
В 1940 году в связи с германским вторжением в Норвегию Вальтер Хельд бежал с семьёй в нейтральную Швецию, где затем получил в норвежском посольстве норвежское гражданство. В начале 1941 года он получил визу в США и решил направиться туда через территорию СССР, а затем — морским путём (в связи с войной другой возможности добраться до США у него не было). 
17 мая 1941 года он с семьей на самолёте прибыл в Москву, а затем отправился поездом в Одессу. Но в поезде он был арестован сотрудниками НКГБ.
В сентябре 1941 года из советской тюрьмы был освобождён Хенрих Эрлих, который сразу же после этого написал письмо в норвежское дипломатическое представительство в СССР, которое тогда находилось в Куйбышеве о том, что он находился две недели в тюрьме в Саратове в одной камере с Вальтером Хельдом. После этого норвежские дипломаты потребовали объяснений у советских властей, на что советские власти потребовали сообщить им, откуда норвежцам известно о содержании Хельда в советской тюрьме. Норвежцы отказались это сообщить. В октябре 1941 года в Швеции было опубликовано заявление, которое Хельд оставил там перед отъездом, предчувствуя возможность своего ареста в СССР. В нём говорилось:

...Я покидаю Стокгольм утром 17 мая вместе с женой и ребёнком и отправляюсь на самолёте в Москву. Мы собираемся провести вечер 17 мая (День независимости Норвегии) в норвежском посольстве в Москве. Мы, вероятно, покинем Москву в тот же день и отправимся в Одессу ночным поездом, который уходит из Москвы в 23.40. Мы должны прибыть в Одессу 19 мая в 16.29. Пароход в Стамбул уходит из Одессы вечером 22 мая и прибывает в Стамбул 24 мая в 17.00. У меня есть следующие визы: советская, турецкая, сирийская, палестинская, индийская и американская. Переезд организован агентством Кука при содействии норвежского посольства. Меня попросили исполнять обязанности газеты Социал-демократ (Стокгольм) и посылать им репортажи о моём путешествии, у меня есть пресс-карта этой газеты.
Единственной причиной моего проезда через Советский Союз является стремление достичь Америки вместе с моей семьей. Я не говорю по-русски и у меня не будет контактов с какими-либо русскими гражданами, за исключением соответствующих официальных лиц. Если во время моего путешествия я буду арестован, то единственной причиной этого будет политическая месть. Хотя я публично критиковал существующий в настоящее время в Советском Союзе режим, я считаю себя другом этого государства в той мере, в какой оно представляет собой попытку построить новый мир на рациональной основе. Поэтому у меня нет большего желания, чем то, чтобы Советский Союз пережил сегодняшний мировой кризис, и, по моему мнению, несмотря на все произошедшее, долгом всех рабочих и всех настоящих социалистов является защита Советского Союза от всех нападений империалистов. Судить режим Сталина должны история и русские рабочие. 
Я заявляю, что если я сделаю какое-либо заявление, которое противоречит вышеуказанному письменному заявлению, то оно будет вырвано у меня с помощью физической или психологической пытки, и я заранее объявляю любое такое заявление ничтожным.

На повторный запрос норвежских дипломатов 17 июля 1942 года НКИД СССР ответил, что не может разыскать Хайнца Эпе.
28 октября 1942 года Хайнц Эпе был расстрелян.
Лишь в январе 1956 года советские власти в ответ на настойчивые требования норвежских дипломатов сообщили о смерти Хайнца Эпе, а также сообщили даты смерти его жены (31 августа 1942 года) и сына (4 сентября 1942 года). Обстоятельства их смерти неизвестны.
В 1989 году Хайнц Эпе (Хельд) был реабилитирован в СССР.